# アッコのおかしな仲間
『アッコのおかしな仲間』（アッコのおかしななかま）は、1988年4月2日から1990年9月29日まで日本テレビ系列で放送されたよみうりテレビ制作のトーク番組。放送時間は毎週土曜 22:30 - 22:57（JST）。

## 概要
和田アキ子がメイン司会を務めた番組で、他にも井森美幸、MALTA、せんだみつお、B21スペシャル（末期より）が司会として名を連ねていた。
同土曜22時台後半は前番組『かっぺい&アッコのおかしな二人』までは日本テレビの制作枠だったが、この番組からは読売テレビの制作枠となった。体としては『おかしな二人』の流れを引き継いだ続編で、スタッフも一部続投した。
和田の軽妙なトークで人気があったが、『蝶々・たけしの21世紀まで待てない!!』を立ち上げて放送枠を1時間拡大することに伴う編成と放送枠の見直しが生じたため、1990年9月に終了した。

## スタッフ
- 企画：山田宏（よみうりテレビ）
- 構成：佐藤かんじ、出倉宏、森保鉄志
- 音楽：ボブ佐久間
- TP：加田直彦（日本テレビ）
- 編集：音響ハウス
- 演出：長束利博、渡辺秀樹
- プロデューサー：すゞきまさかつ / 黒子好信
- 制作協力：エトバス企画
- 制作：ホリプロ
- 制作著作：よみうりテレビ